# Lenzburg
Lenzburg é uma comuna da Suíça, no Cantão Argóvia, com cerca de 7.470 habitantes. Estende-se por uma área de 11,33 km², de densidade populacional de 659 hab/km². Confina com as seguintes comunas: Ammerswil, Egliswil, Hendschiken, Möriken-Wildegg, Niederlenz, Othmarsingen, Rupperswil, Seon, Staufen.
A língua oficial nesta comuna é o Alemão.